# Das alte Karussell
Chansons représentant la Suisse au Concours Eurovision de la chanson
Refrain
(1956)
Das alte Karussell (« Le Vieux Carrousel ») est la première chanson, avant Refrain, représentant la Suisse au Concours Eurovision de la chanson 1956 (la seule édition à permettre deux chansons par pays), interprétée par la chanteuse suisse Lys Assia. L'évènement se déroulait à Lugano, en Suisse. 

## À l'Eurovision
Elle est intégralement interprétée en allemand, une des langues nationales, comme le veut la coutume avant 1966. C'est la toute première chanson dans l'histoire du concours à être interprétée en allemand. L'orchestre est dirigé par Fernando Paggi.
Il s'agit de la deuxième chanson interprétée lors de la soirée, après Jetty Paerl qui représentait les Pays-Bas avec De vogels van Holland et avant Fud Leclerc qui représentait la Belgique  avec Messieurs les noyés de la Seine. Comme le tableau d'affichage pour ce concours n'a jamais été rendu public, il est impossible de dire comment la chanson s'est classée,.